# Реджеб Кюпчю
Реджеб Кюпчю е български поет от турски произход. Неговите творби са днес сред стандартните произведения на турската проза и са преведени на няколко езика.
От 1956 година Кюпчю живее и работи в пристанищния град Бургас. Там той работи като строителен работник, журналист за вестник Нова светлина, и служител в общинската дирекция „Култура“. В Бургас негови приятели са поетите и писателите Христо Фотев, Илия Бурджев, Недялко Йорданов. Под редакцията на Йорданов е публикувана първата книга на Кюпчю. Йорданов също превежда някои от творбите му на български. Самият Кюпчю пише както на български, така и на турски. Семейството му живее днес в Истанбул.

## Творби
Сред най-известните стихотворения на Реджеб Кюпчю е озаглавеното „Българийо! Аз съм твой син и мои са твоите пътища“:
Българийо! Аз съм твой син и мои са твоите пътища (откъс)
Аз не съм чужденец,

аз съм твой син...

Българийо,

аз съм твой син

и мои са твоите пътища
Реджеб Кюпчю публикува следните стихосбирски:
- „Въпросите продължават“ (1962)
- „Животът е сън“ (1965)
- „Приятели мои, да тръгнем“ (1967)